# Www.thug.com
www.thug.com är rapparen Trick Daddy's andra studioalbum, släppt 22 september 1998. Albumet kom på tjugonde plats på Billboard 200. Det sålde platina mindre än ett år efter att det släppts.

## Låtlista
1. "Log On"
2. "For the Thugs"
3. "Back in the Days"
4. "So What" (featuring Lost Tribe)
5. "Tater Head"
6. "Nann Nigga" (featuring Trina)
7. "Hold On"
8. "Call from Dante"
9. "Change My Life" (featuring Mark)
10. "I'll Be Your Other Man" (featuring J.A.B.A.N.)
11. "Suckin' Fuckin'" (featuring Co)
12. "Stroke It Gently"
13. "Run Nigga" (featuring Funk Boogie & Tre+6)
14. "Living in a World" (featuring Society)
15. "I'll Be Your Player" (remix)
16. "Log Off"